# توب شوب
توب شوب (بالإنجليزية: Topshop)‏ هي شركة بريطانية متخصصة في بيع الأزياء بالتجزئة للملابس والأحذية والماكياج والاكسسوارات. لديها حوالي 500 متجر في جميع أنحاء العالم - منها حوالي 300 في المملكة المتحدة - بالإضافة إلى عمليات على الإنترنت في عدد من أسواقها. رئيسها التنفيذي الحالي هو إيان غرابينر، وهو جزء من مجموعة أركاديا، التي يسيطر عليها السير فيليب غرين.

## روابط خارجية
- الموقع الرسمي
- توب شوب – العلامة التجارية وبيانات الشركة في دليل عرض الأزياء
- BBC brand profile with films